# Haa Dumchog dzong
 Haa Dumchog dzong je ena mlajših trdnjav ali dzongov v zahodnem delu Butana, v dolini Haa. Zgrajen je bil leta 1895 za zaščito meje pred Tibetansko invazijo. V trdnjavije od leta 1968 ponovno administrativni sedež regije Haa in njegovega upravnika. 

## Zgodovina
Haa Dumchog dzong so zgradili leta 1895 v dolini Haa zaradi varovanja meje s Tibetom in kot sedež novo ustanovljene gubernije oziroma upravnika (drungpa). Ob gradu je bila zgrajen tudi t.i. Ta Dzong (opazovalni stolp). Grad je bil zgrajen na lokaciji, ki se imenuje Dumchog, zato se tudi imenuje Haa Dumchog Dzong.  Leta Leta 1913 je bila trdnjava popolnoma uničena v požaru. Istega leta je upravnik Gongzim Ugyen Dordže začel graditi novo trdnjavo kakšen kilometer od pogorelih ostankov. Drugo trdnjavo so imenovali Dzongsar Wangčuklo dzong. (Dodatek sar k besedi 'dzong' pomeni 'nov'. Prvi upravnik regije Haa, Gongzim Ugyen Dordže, ki je bil hkrati upravnik in guverner, je imel sedež v prvi in drugi trdnjavi. Tudi njegov sin Gongzim Sonam Tobgay in vnuk Gongzim Džigme Palden Dordže sta bila upravnika ('drungpa') regije Haa. Leta 1963 je bila trdnjava dana v uporabo indijski vojski, ki jo je uporabljala kot vojašnico. Vršilec dolžnosti upravnika regije Rabdžam Selpen, ki ga je imenovala centralna butanska vlada, je moral delovati iz hiše v bližnji vasi Lhajul, vse do leta 1968.